# Гнидо, Пётр Андреевич
Пётр Андреевич Гнидо (1919—2006) — лётчик-ас, генерал-майор Советской Армии, участник Великой Отечественной войны, Герой Советского Союза (1943). Сбил 34 самолёта противника лично и 6 — в группе.

## Биография
Пётр Гнидо родился 22 декабря 1919 года в селе Стародонская Балка (ныне — Березовский район Одесской области Украины) в крестьянской семье. В 1937 году окончил Одесский медицинский техникум, после чего работал начальником санитарной службы Астраханской области, одновременно учился в Астраханском аэроклубе. В сентябре 1939 года Гнидо был призван на службу в РККА. В 1940 году он окончил Сталинградскую военную авиационную школу, после чего служил в ней же лётчиком-инструктором. С 12 июля 1941 года — на фронтах Великой Отечественной войны. Участвовал в Тираспольско-Мелитопольской, Донбасской, Ростовской наступательной и оборонительной операциях. 12 декабря 1941 года Гнидо протаранил своим истребителем «И-16» вражеский самолёт, сам при этом был тяжело ранен, но сумел выпрыгнуть с парашютом.
В марте 1942 года Гнидо был выписан из грозненского госпиталя и зачислен в запасной полк, где освоил истребители «ЛаГГ-3», «Ла-5» . В июле 1942 года вернулся на фронт. Участвовал в боях на Сталинградском, Юго-Восточном, Южном и Северо-Кавказском фронтах. Принимал участие в Сталинградской битве, Ростовской наступательной операции 1943 года. В боях под Сталинградом на «Ла-5» лейтенант Пётр Гнидо одержал 10 побед, сбив семь «He-111» и три «Bf-110». В марте 1943 года командовал эскадрильей 13-го истребительного авиаполка 201-й истребительной авиадивизии 2-го смешанного авиационного корпуса 8-й воздушной армии Южного фронта. К тому времени он совершил 206 боевых вылетов, принял участие в 43 воздушных боях, сбив 14 самолётов противника лично и 7 — в составе группы.
Указом Президиума Верховного Совета СССР от 1 мая 1943 года за «мужество и героизм, проявленные на фронте борьбы с немецкими захватчиками» лейтенант Пётр Гнидо был удостоен высокого звания Героя Советского Союза с вручением ордена Ленина и медали «Золотая Звезда» за номером 1003.
В дальнейшем участвовал в боях на Северо-Кавказском, Воронежском, 1-м и 4-м Украинском фронтах. Принимал участие в битве на Курской дуге, битве за Днепр, Корсунь-Шевченковской, Проскуровско-Черновицкой, Карпатско-Ужгородской, Восточно-Карпатской, Моравско-Остравской операциях. Всего за время своего участия в войне Гнидо совершил 406 (по другим данным 412) боевых вылетов, принял участие в 80 или 82 воздушных боях, сбив 34 самолёта противника лично и 6 — в группе. Был три раза ранен, в том числе один раз — тяжело, четыре раза был сбит. 
После окончания войны Гнидо продолжил службу в Советской Армии. В 1952 году подполковник Гнидо окончил Военно-воздушную академию. В 1952—1956 годах командовал полком, в 1956—1957 годах был заместителем командира 26-й истребительной авиационной дивизии 22-й воздушной армии по лётной подготовке. С января 1957 года — командир этой дивизии. В 1960 году окончил Военную академию Генерального штаба. С июля 1960 года служил в Ракетных войсках стратегического назначения СССР, заместитель командира ракетной дивизии. С февраля 1961 года — командир 50-й ракетной дивизии (Житомирская область). С июля 1964 года — заместитель командира отдельного гвардейского ракетного корпуса. С июня 1970 года — заместитель командующего по боевой подготовке и член Военного совета 33-й гвардейской ракетной армии (Омск). В ноябре 1975 года в звании генерал-майора Гнидо был уволен в запас. Проживал в Одессе, работал председателем профкома областного ремонтно-строительного треста. Умер 17 марта 2006 года, похоронен на Новогородском кладбище Одессы (Таировском).
Был также награждён четырьмя орденами Красного Знамени, орденами Александра Невского, Трудового Красного Знамени, двумя орденами Отечественной войны I степени, тремя орденами Красной Звезды, орденом «За службу Родине в Вооружённых Силах СССР» 3-й степени, а также рядом медалей и чехословацким «Военным крестом». В независимой Украине был награждён орденом «За заслуги» III степени (30.04.2005), орденами Богдана Хмельницкого II и III (05.05.1999) степеней.
В Канаде вышел «Каталог асов Второй мировой войны», в которую включены знаменитые летчики воевавших стран. В том числе 50 советских, сбивших по 30 самолётов и более. Среди них — П. А. Гнидо (на 28 месте в списке; 1 — И. Н. Кожедуб, 2 — А. И. Покрышкин).

## Память
21 января 2022 года на фасаде Регионального отделения ДОСААФ России Астраханской области была открыта мемориальная доска Гнидо Петру Андреевичу.